# Вулиця Сулими (Львів)
Вулиця Сулими — вулиця у Франківському районі міста Львова, місцевість Богданівка. Сполучає вулиці Народну та Терлецького, а також утворює перехрестя з вулицями Окружною, Кондукторською та Багряного. Прилучаються вулиці Кравченко, Суха, Рівна, Проста, Копача, Спокійна, Канівська, Медвецького, Пташина.

## Історія
Вулиця виникла у 1920-х роках в межах підміського села Богданівка та у 1928 році отримала назву вулиця Оборони Двірця, на честь оборони поляками львівського залізничного вокзалу від наступу українських військ 1918 року. Протягом нацистської окупації, з 1943 року по липень 1944 року, мала назву Іван Франкоґассе, на честь українського письменника і поета Івана Франка. У липні 1944 року вулиці на короткий час повернули її довоєнну назву, проте того ж року перейменували на вулицю Сулими, на честь Івана Сулими, гетьмана нереєстрових запорозьких козаків першої половини XVII століття.

## Забудова
Забудова вулиці Сулими досить різноманітна: тут є одно- та двоповерхові конструктивістські будинки 1930-х років, двоповерхівки барачного типу 1950-х років, кілька чотириповерхових будинків 1960-х років, сучасні приватні садиби. Під № 32 розташований дошкільний навчальний заклад № 61 відкритого акціонерного товариства «Львівсільмаш». З архітектурної точки зору цікавим є будинок № 26, зведений на початку XX століття. На ділянці між вулицями Любінська, Народна та Сулими розташований стадіон «Сільмаш», збудований у 1929–1934 роках для Робітничого клубу спортового (РКС), з кінця 1940-х років й до 2017 року — стадіон заводу «Львівсільмаш». Центральний вхід на спортивну арену колишнього заводу «Львівсільмаш» розташований на розі вулиць Народної та Сулими, допоміжний вхід — з вулиці Любінської. Від первісного спортивного об'єкта РКС залишилися трав'яне футбольне поле, легкоатлетичні доріжки, фрагменти ігрових майданчиків, огорожі та трибун. Двоповерхова мурована адміністративна споруда повністю зруйнована.
15 грудня 2017 року виконком ЛМР проголосував за затвердження містобудівних умов та обмежень для проєктування пішохідного мосту між вулицями Сулими та Головатого, що проходитиме над залізничною колією та сполучатиме вулиці Залізничного та Франківського районів міста між собою. Вартість робіт по спорудженню моста становить близько 200 000 гривень.